# Franz Mattischek
Franz Mattischek (* 25. März 1915 in Wolfsegg; † 2. Dezember 1939 in Berlin-Plötzensee) war ein österreichischer Zeuge Jehovas, der unter der nationalsozialistischen Diktatur als Kriegsdienstverweigerer  hingerichtet wurde.

## Familie, Werdegang
Franz Mattischek wurde am 25. März 1915 als erster von vier Söhnen von Wolfgang und Theresia Mattischek in Wolfsegg in Oberösterreich geboren.
Wolfgang Mattischek zog mit seiner Familie in Ende 1918 aus wirtschaftlichen Gründen nach Deutschland, wo er im Ruhrgebiet als Kohlenhauer arbeitete.
Dort lernte er die „Ernsten Bibelforscher“ (Zeugen Jehovas) kennen.
1928 kehrte die Familie nach Österreich zurück.
Franz erlernte das Malerhandwerk und wohnte in Attnang-Puchheim.
Während der NS-Zeit erlebte die Familie heftige Verfolgung aufgrund ihrer Aktivitäten als Zeugen Jehovas. Der Vater kam in die Konzentrationslager Buchenwald und Niederhagen-Wewelsburg, die Mutter ins KZ Ravensbrück. Die Brüder Wilhelm und Hubert waren in Dachau, Mauthausen und Gusen.
Lediglich der jüngste Bruder Ernst war kein Zeuge Jehovas und folgte der Einberufung zum Militärdienst.
Außer Franz überlebte die gesamte Familie die Kriegszeit.

## Kriegsdienstverweigerung
Als Zeuge Jehovas verweigerte Franz Mattischek den Kriegsdienst und den Eid auf Hitler.
Aufgrund dessen wurde er 1939 verhaftet und in Germersheim am Rhein inhaftiert.
Am 10. November 1939 wurde er vom  Reichskriegsgericht zum Tode verurteilt. Die Hinrichtung erfolgte am 2. Dezember 1939 in Berlin-Plötzensee.